# Ana dogon
Le ana dogon ou ana tiŋa est une langue dogon récemment découverte parlée au Mali. Elle a été signalée pour la première fois en ligne en 2005 par Roger Blench,,,,.